# フィリップ・マンチーニ
フィリップ・マンチーニ（Philippe Mancini, 1641年 - 1707年）は、フランスの貴族、ニヴェルネー公爵（ヌヴェール公爵）。ジュール・マザラン枢機卿の甥にあたる。

## 生涯
ミケーレ・マンチーニとジェローラマ・マザリーニの次男としてローマで生まれる。姉にラウラ、オリンピア、マリー、兄にポール、妹にオルテンシア、マリア・アンナがいる。父が若くして死んだため、母はフランスにいる兄マザラン枢機卿を頼り、子供たちを連れて移住した。姉妹はマザラン枢機卿の出世の駒として政略結婚に利用された。フィリップは青年時代に作家のポール・スカロンのサロンに出入りをしていたことから、姉のマリーは後にスカロン夫人となるフランソワーズと友人になった。フィリップはモンテスパン侯爵夫人の姪であるディアーヌと結婚している。
フィリップは1707年にパリで死亡した。
フィリップの孫で、国務大臣で詩人のニヴェルネー公爵ルイ＝ジュール・マンシーニ＝マザリーニはアカデミー・フランセーズの会員となっている（座席番号4）。